# Зрителна острота
Зрителната острота е основна количествена характеристика на зрението. Изследването на зрителната острота има фундаментално значение за добрата клинична практика на съвременните лекари офталмолози.
Зрителната острота на човека се определя с помощта на зрителни таблици, като така се оценява количествено централното зрение в процент или десетична дроб. Периферното зрение (обемът на зрителното поле) се оценява с периметрия.